# Teoria Marlowe

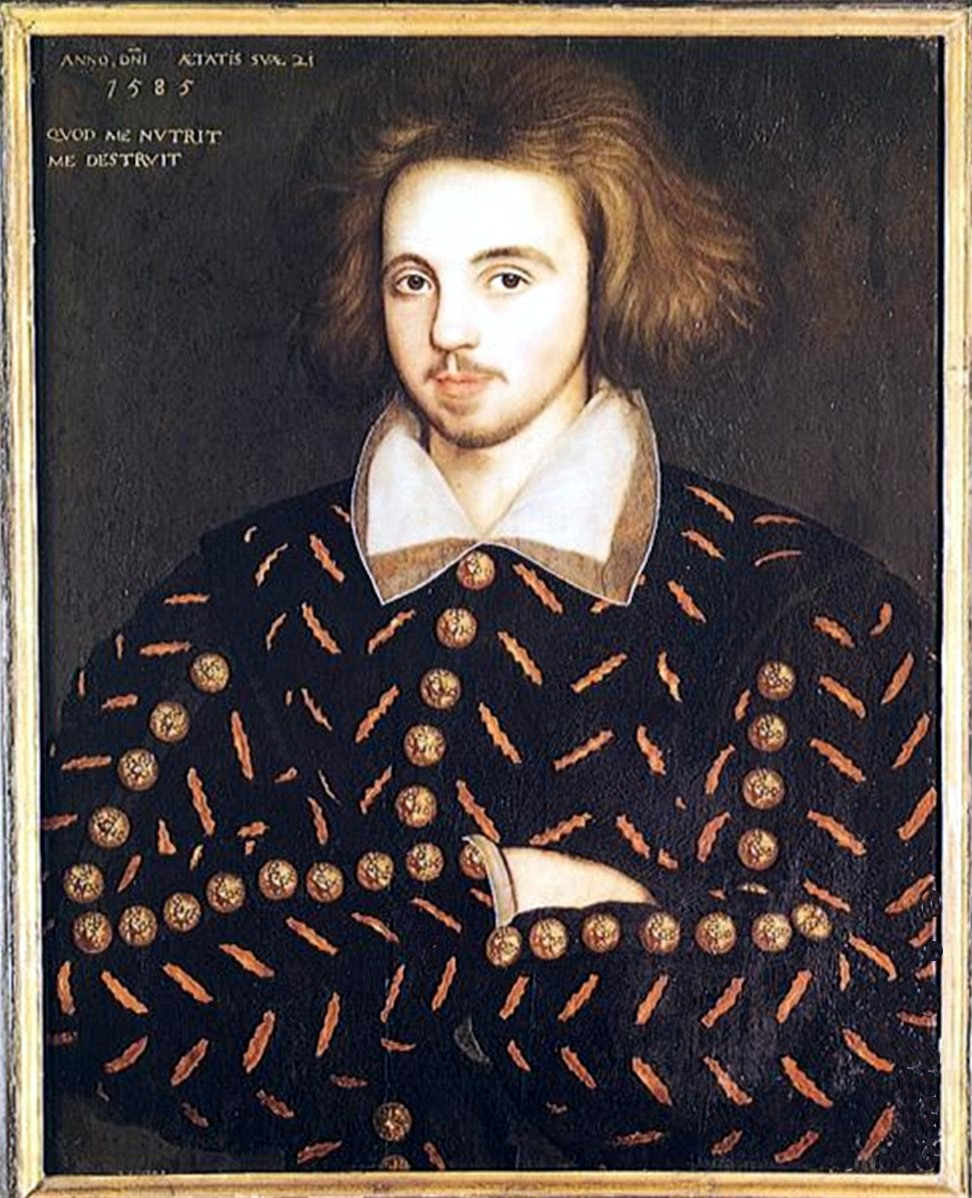
Retrat que se suposa que és de Christopher Marlowe (Corpus Christi College, Cambridge).

La teoria Marlowe és una llegenda que especula que Christopher Marlowe seria l'autor de gran part de la producció literària de William Shakespeare. Aquestes especulacions es basen en diversos aspectes foscos de la seva biografia, principalment la seva mort, així com en nombrosos dubtes que ja des de començaments del segle xviii ha motivat l'autoria de l'obra de Shakespeare. Algunes inclouen una possible activitat com a espia per part de Marlowe o fins i tot que ell i Shakespeare són de fet la mateixa persona, ja que Marlowe hauria simulat la seva mort.

## Especulacions sobre la seva mort
En els seus temps d'estudiant, Marlowe ja va estar al servei de la Reina. Va viatjar a Reims, origen, per aquell temps, d'intrigues catòliques en contra de la Corona. Es pensa que en aquesta època va exercir labors d'espionatge, que el seu viatge -o viatges- a Reims serien per informar a la Corona sobre aquestes confabulacions. També es coneix la seva relació amb Thomas Walsingham (cosí de Sir Francis Walsingham, secretari d'estat i responsable dels serveis d'espionatge) fins al mateix dia de la seva mort, per la qual cosa se suposa que no va abandonar aquestes labors d'espionatge. Al moment de la seva mort, Marlowe estaria ben relacionat amb les altes esferes del poder polític.
Setmanes abans de la seva suposada mort és detingut el seu amic Thomas Kyd, se'l relaciona amb la difusió de certs libels i se l'acusa de traïció. En aquell temps, tots dos amics compartien residència. Kyd és sotmès a tortura i el delata, atribuint-li l'autoria d'escrits comprometedors oposats a la casa i acusant-lo d'ateu i homosexual. Després de la detenció de Kyd, Marlowe sortiria de Londres per allotjar-se a la finca de Thomas Walsingham a Scadbury.
Tres dies abans de la seva mort, l'informador Richard Baines va presentar davant el consell privat de la reina un informe contra Marlowe acusant-lo de blasfem, ateu, delinqüent i homosexual. Davant d'aquestes acusacions és previsible que s'hagués cursat l'ordre de detenció per al seu interrogatori. A Marlowe li hauria estat molt difícil escapar a una condemna per traïció. Segons aquesta teoria, Marlowe seria el protegit de Thomas Walsingham i, també, disposaria d'informacions que podrien comprometre a alts càrrecs de la nació, la qual cosa faria poc aconsellable que Marlowe fos interrogat sota tortura. De la combinació d'aquestes circumstàncies se suposa que es va acordar una sortida a aquesta situació. Així es decidiria la seva desaparició.
El 30 de maig, Marlowe es trobava reunit a una taverna de Deptford amb tres personatges, un, al servei de Thomas Walsingham i els altres dos, relacionats amb activitats delictives i d'espionatge. Després d'una llarga estada de vuit hores, passades en la seva majoria, tancats a l'estança, després del sopar es produí una suposada discussió sobre el compte i, de resultes d'aquesta, Marlowe mor quan la daga que ell mateix empunyava, és desviada pel seu rival, li travessa l'ull i li arriba al cervell.
Marlowe seria enterrat en un cementiri del mateix Deptford. Posteriorment, es va considerar que l'homicida va actuar en defensa pròpia i, a les quatre setmanes, va rebre el perdó de la Reina.
Segons la teoria Marlowe, aquest no hauria mort en aquesta ocasió. Tot hauria estat un muntatge. S'hauria escollit Deptford, una població sota la jurisdicció de la corona i a la vora del Tàmesi, amb una gran concurrència de vaixells, lloc des d'on seria fàcil abandonar el país. S'hauria buscat un cos que simularia ser el de Marlowe i, a ell, se l'hauria ajudat a sortir d'Anglaterra. Hauria passat a França i, tal vegada, hauria arribat fins a Itàlia.
Una vegada fora d'Anglaterra, hauria seguit en contacte amb Thomas Walsingham, al que li aniria lliurant la seva producció literària. Walsingham s'hauria encarregat de buscar un home de palla que signés aquestes obres. Els defensors de la Teoria Marlowe consideren que aquest home de palla va ser William Shakespeare, còmic aventurer que no va rebutjar l'acord a canvi de guanyar uns diners.

## Autoria de l'obra de Shakespeare
Existeix un debat sobre l'autoria de les obres de Shakespeare que es remunta al començament del segle xviii. Des de llavors, diversos estudiosos han mantingut que Shakespeare tan sols va posar la signatura a les obres d'un altre o altres autors. S'han barrejat els noms de Francis Bacon, William Stanley i Edward de Vere i, també, Christopher Marlowe com els possibles autors.
Els indicis que han portat a aquests estudiosos a dubtar de l'autoria de Shakespeare es deriven, principalment, de la qualitat i complexitat d'aquestes obres en contraposició amb la falta de formació de Shakespeare.
Aquestes obres suposen de l'autor una sòlida formació clàssica, així com un elevat domini de l'anglès i una àmplia cultura, incloent el coneixement d'altres llengües. Els escèptics de la seva autoria sostenen que un personatge com Shakespeare, amb una escassa formació, sense contacte demostrat amb la cultura clàssica, no va poder ser l'autor d'una obra influïda per aquesta cultura. Que a l'Anglaterra de l'època, a un fill del poble sense formació acadèmica li hauria estat impossible manejar un vocabulari de prop de 29.000 vocables que són els que, aproximadament, conté l'obra. Tampoc, sense una àmplia cultura, i sense conèixer-se-li viatges, hauria adquirit la influència d'altres autors que es reconeixen en les seves obres, ni hauria pogut recrear tan diverses situacions i trames.
El cànon al món acadèmic és que l'autoria de les obres de Shakespeare està ben establerta, no donant rellevància als dubtes que se susciten sobre aquesta autoria, considerant-les meres especulacions.

## Possible relació de l'obra de Shakespeare amb Marlowe
Es desconeix que Shakespeare escrivís qualsevol obra amb antelació a la mort de Marlowe. Aquesta seria una primera dada que ha permès relacionar ambdues obres als defensors de la teoria Marlowe. Les primeres obres que se li atribueixen daten de 1593, el mateix any de la mort de Marlowe. Als partidaris de la teoria els resulta cridanera aquesta coincidència, així com el que, tenint tots dos la mateixa edat en aquest moment (29 anys), Marlowe ja comptés amb una relativament extensa producció literària; mentre que Shakespeare, que arribaria a produir entre dues i tres obres de teatre anuals, encara no hagués començat la seva carrera com a autor.
A partir d'aquesta dada, els defensors de la teoria han trobat les següents similituds entre ambdues obres:
- Existeix una similitud entre la producció literària de tots dos autors, producció principalment teatral, esquitxada per poemes d'inspiració clàssica.

- El primer poema publicat per Shakespeare, Venus i Adonis, es basa en un tema mitològic i es considera inspirat en Ovidi. Es desconeix i es dubta que Shakespeare hagués adquirit una formació clàssica. Per contra, Marlowe va escriure un poema similar: Hero and Leander, va traduir a Ovidi i es coneix la seva formació acadèmica en l'art clàssic.

- El teatre de tots dos autors manté similituds de forma i de fons. Marlowe és el primer que utilitza el vers blanc al teatre, característica que utilitzarà posteriorment Shakespeare al seu. Eduard II de Marlowe pot considerar-se l'antecedent del teatre històric de Shakespeare. En una i altra obra se suposa de l'autor un elevat coneixement de la història d'Anglaterra i s'hauria recorregut a les mateixes fonts.[4] J. M Robertson va afirmar que la ploma de Marlowe s'aprecia amb claredat a Ricard III i, en menor mesura, a Enric V, La comèdia de les equivocacions, Juli Cèsar i Romeu i Julieta.[5]

Calvin Hoffman ha trobat similituds gairebé literals en diversos versos de tots dos autors:
- En el Faust'' de Marlowe, quan aquest contempla a Helena de Troia apareix: "Was this the that launched a thousand ships? ", i a Troilus i Crisàlida de Shakespeare apareix com: "She is a pearl / whose price hath launched above a thousand ships."

- A El Jueu de Malta de Marlowe podem llegir: "I... hold there is no sense but ignorance ." I a La nit de reis Night de Shakespeare: "I say there is no darkness but ignorance."

- També Marlowe va escriure: "Holla, ye pampered jades of Asia. / What, ca ye draw but twenty milers a day…" I Shakespeare a Enric IV escriuria: "And Hollow pampered jades of Asia, / which cannot go but thirty milers a day;"[6]

S'ha considerat com un altre indici que ha permès dubtar de l'autoria de Shakespeare, la referència a la coixesa del mateix autor en els versos Venus i Adonis. Coixesa impossible en un actor de primera fila com va arribar a ser Shakespeare. No obstant això, alguns autors han atribuït a Marlowe una coixesa permanent com a conseqüència d'una baralla de taverna.
A aquestes similituds caldria contraposar nombroses diferències, per la qual cosa els partidaris de l'autoria shakespeariana veuen l'obra de dos autors diferents, mentre que els marlovians veuen l'obra d'un mateix autor en dues etapes diferents de la seva vida.

## Els partidaris de la teoria Marlowe
A The Monthly Review, el 1819, un autor anònim que posteriorment es va identificar com William Taylor de Norwich, va considerar que Christopher Marlowe podia ser el pseudònim adoptat per Shakespeare a la seva arribada a Londres. Aquesta seria la primera referència oposada que aventura la relació entre ambdues obres. Posteriorment, el 1895, seria Wilbur G. Zeigler, qui suggerís en el pròleg d'una novel·la que les obres atribuïdes a Shakespeare eren en realitat de Marlowe. Això va succeir abans de conèixer-se les circumstàncies de la mort de Marlowe, descrites en un document descobert pel professor Leslie Hotson el 1925. Però el màxim impulsor de la teoria Marlowe ha estat Calvin Hoffman.
Calvin Hoffman va escriure nombrosos articles i diversos llibres, el més difós: The Murder of the Man Who Was Shakespeare (1955). En ells analitza per què considera Marlowe autor de les obres de Shakespeare, en termes semblants als quals avui es barallen per intentar demostrar-ho. D'ell parteixen les sospites sobre la seva mort i també apunta les similituds entre ambdues obres. Hoffman va detallar centenars de "paral·lelismes" entre elles.
Des de llavors, el debat s'ha estès i el nombre de personalitats de la literatura i el teatre que s'han sumat als dubtes sobre l'autoria de Shakespeare ha anat creixent. El 1994 l'historiador Dolli Walter-Wraight se sumava a la Teoria Marlowe.
Hoffman va llegar els fons, administrats pel King's School de Canterbury, per a un premi anual a un assaig sobre el tema de Marlowe i l'autoria de les obres de Shakespeare. També per a un altre premi al treball que aconsegueixi provar irrefutablemente l'autoria de Marlowe, premi que fins al moment no s'ha atorgat.